# Missão Evangélica União Cristã

## Missão Evangélica União Cristã
Organismo missionário que iniciou seus trabalho no Brasil com o Missionário Alfred Pfeiffer em São Bento do Sul, a pedidos da Sra. Michel-Lörcher. É uma organização ligada à Igreja Evangélica de Confissão Luterana no Brasil e a Gnadauer Brasilien Mission da Gnadauer Verband com sede na Alemanha.
Suas raízes teológicas estão no pietismo alemão.
Iniciou seu trabalho nos moldes da Inner Mission, a missão interna da igreja. Seu objetivo era promover a pregação do Evangelho entre os luteranos com vistas à formação de grupos de comunhão e estudo da Bíblia. 
Atua hoje em Santa Catarina, Rio Grande do Sul e Paraná. Foi a fundadora da Union Nacional de Evangelizacion del Paraguay (UNEPA).
O ministério com jovens é desenvolvido pela Secretaria de Jovens e Adolescentes que promove anualmente no Carnaval um Congresso de Jovens para mais de 1500 participantes.
Possui uma casa editorial, a Editora União Cristã, que produz livros teológicos, comentários bíblicos para comunidades e livros devocionais além de folhetos evangelísticos.
O Departamento Infantil promove retiros, confecção de materiais e cursos para lideranças de crianças.

## Histórico da MEUC
Em 1927 chegou ao Brasil o primeiro missionário alemão, Alfred Pfeiffer, em São Bento do Sul, Santa Catarina, que se fixa em Blumenau a partir de 1929, trabalhando com evangelização e formação de grupos de estudo bíblico na região. Em 1931 chega o segundo missionário alemão, Friedrich Jakob Dietz, que se instala em Blumenau, enquanto Pfeiffer volta a São Bento do Sul. A fundação legal da Missão Evangélica União Cristã, dá-se em 1936, com sede própria em Blumenau no ano seguinte. O terceiro missionário alemão, Willy Steenbock, chega em 1938. Por quase três décadas, os três missionários pioneiros da MEUC atuam em Santa Catarina e iniciam os trabalhos no Rio Grande do Sul.
Seus primeiros missionários brasileiros, João Brückeimer e Sigfried Müller, são instalados na segunda metade da década de 1950. Em 1956, é fundada a Evangelisch-Lutherische Bibelschule von Espírito Santo (Escola Bíblica Evangélica Luterana do Espírito Santo), atual Associação Diacônica Luterana. Em 1960, é fundada a Escola Bíblica em São Bento do Sul, e no ano seguinte o Lar Filadélfia'. Em 1973, a MEUC realiza seu primeiro Retiro de Crianças, e em 1979 chega ao Paraná. Em 1980, realizam o 1º Congresso de Jovens da MEUC, em São Bento do Sul.
Em 1984, a MEUC realiza a primeira missão no Paraguai, e em 1988 a Escola Bíblica passa a ser CETEOL - Centro de Ensino Teológico. Em 1989, é fundado o CERENE – Centro de Recuperação Nova Esperança, para tratamento de dependentes químicos.
Na década de 1990, a MEUC é marcada pelo Devocionário "Surpresas para Hoje", o reconhecimento do curso de Bacharelado em Teologia do CETEOL para ordenação de pastores pela IECLB (1994), primeiro Banda e Louvor (1997), Projetos Casa Lar (1998), primeiro Congresso de Famílias e reconhecimento do curso de Teologia pelo MEC (1999).
Na década de 2000, o CETEOL se torna FLT – Faculdade Luterana de Teologia, com credenciamento de Instituição de Ensino Superior; é fundada a Associação dos Programas Educacionais e Assistenciais – PEAL; e a MEUC chega ao Mato Grosso do Sul.